# Wu Tsing-Fong
Wu Tsing-Fong (en chino tradicional, 吳青峰; en chino simplificado, 吴青峰; pinyin, Wú Qīngfēng, nacido en agosto de 1982) es un cantante y compositor taiwanés, y vocalista principal de la banda de indie Oaeen(Sodagreen), y es el principal compositor y letrista de la banda. Además de producir la música para la banda, también escribe canciones para numerosos cantantes en mandarín. Habiendo sido nominado en el Golden Melody Award, Global Chinese Golden Chart, etc., ha ganado varios premios musicales, incluido el 18th Golden Melody Award al mejor compositor en 2007 y el 27th Golden Melody Award al mejor letrista en 2016. Qing-Feng Wu  comenzó a ir en solitario en 2018 para realizar y lanzar sus obras. En 2019, lanzó su álbum de estudio debut en solitario 《Spaceman》, por el cual fue nominado en varias categorías en el 31st Golden Melody Award y ganó el 31st Golden Melody Award como Mejor Cantante Masculino en Mandarín.  En 2021, nuevamente fue nominado a Mejor cantante masculino en mandarín por su segundo álbum en solitario, 《Folio Vol.1: One and One.》

## Carrera
Es uno de los miembros y fundador de la banda de indie Sodagreen, así como el vocalista principal. 
Ha colaborado con otros artistas como Angela Zhang, Eason Chan y Yang Rainie. En 2007, ganó el premio como Mejor Cantautor en los Premios Melodías de Oro en la décima octava canción de Little Love, una canción incorporada en el álbum discográfico de Sodagreen Universo en 2006 titulado Little.
La voz de Wu en el canto ha sido descrito como un andrógino, inusualmente agudo e infantil, por su falsete y prominente en muchas de las canciones de Sodagreen.
2004 – 2016: Sodagreen
Artículo principal: Sodagreen
El 30 de mayo de 2004, Sodagreen realizó el concierto School Rock en NCCU y lanzó el sencillo Audiovisual And Illusion In The Air (空氣中的視聽與幻覺) como su debut oficial.  Desde entonces, Qing-Feng Wu ha participado en varias colaboraciones musicales como individuo además de realizar y lanzar trabajos con Sodagreen.  Las colaboraciones incluyen:
En 2004, Ms. Pheromone (費洛蒙小姐) en la obra de teatro Touching Skin (踏青去) es la primera composición musical de Qing-Feng Wu para la letra.
En 2004, la canción Nu Jue (女爵, Dame) de Faith Yang es el primer trabajo personalizado de Qing-Feng Wu para un artista.
En 2005, Qing-Feng Wu apareció en el álbum de estudio de Makiyo Kawashima (川島 茱樹代), Makiyo, y en el álbum de estudio de Rene Liu, Heard.
2018 - presente: trabajo en solitario
El 1 de enero de 2017, Sodagreen terminó su actuación final y se interrumpió.  Después de tomarse un descanso de un año, Qing-Feng Wu anunció que emprendería oficialmente su carrera en solitario en la primavera de 2018, asistiendo al Festival de Arte y Música Spring Wave (春浪音樂節) en mayo como la primera presentación de su regreso.  Desde que comenzó a trabajar como solista, Qing-Feng Wu ha incursionado en numerosos campos nuevos, incluido el arreglo de música formal de autoaprendizaje en la computadora, el lanzamiento del EP Everybody Woohoo que está orientado al pop, asesorando a los participantes en los programas de talentos orientados a los ídolos.
En junio de 2018, Qing-Feng Wu participó en el programa de talentos The Coming One 2 (明日之子 第二季) producido por Tencent Video.  Fue un "Xing Tui Guan (星推官)", asesor y juez, en el "Du Xiu Sai Dao" (獨秀賽道, Solo Race Track) del programa, y lideró a los participantes, incluido Wei-Ze.  Cai (蔡維澤), Lumi Xu (許含光), Yi-Hao Zhang (張洢豪) y Yu-Ming Ceng (曾育茗).
En enero de 2019, Qing-Feng Wu asistió al programa de talentos Singer 2019 (歌手2019) producido por Hunan Television como "Chuan Jiang Ren" (串講人, presentador) y también se unió a la competencia en el programa.
```
En septiembre de 2019, Qing-Feng Wu lanzó su álbum debut en solitario Spaceman y comenzó su gira de conciertos Space In Space (太空備忘記), que lamentablemente se canceló en 2020 debido al brote de COVID-19.
```

El 14 y 15 de noviembre de 2020, en el Teatro Cloud Gate en Tamsui, Qing-Feng Wu tuvo un Concierto Recto y Verso (上下冊), que combinó la interpretación musical con elementos teatrales para crear una experiencia de espectáculo completamente nueva.

## Discografía
| Lanzamiento | Tema musical   | palabra | canción | álbum          | 'Nota'                       |
| 楊乃文      | 女爵           | √       | √       | 女爵           |                              |
| 楊丞琳      | 帶我走         | √       | √       | 半熟宣言       |                              |
| 陳奕迅      | 這樣的一個麻煩 | √       | √       | 上五樓的快活   |                              |
| 陳奕迅      | 謀情害命       |         | √       | 上五樓的快活   |                              |
| 張惠妹      | 掉了           | √       | √       | 阿密特         | 入圍第21屆金曲獎最佳作曲人獎 |
| 張惠妹      | 你和我的時光   | √       | √       | 你在看我嗎     |                              |
| 張韶涵      | 藍眼睛         | √       | √       | 藍眼睛         | 與青峰合唱                   |
| 謝安琪      | 再見           | √       | √       | 第二個家       |                              |
| 何韻詩      | 青空           | √       |         | GREEN          |                              |
| 何韻詩      | 青蔥           | √       |         | GREEN          |                              |
| 魏如萱      | 困在           | √       |         | 優雅的刺蝟     |                              |
| 蕭敬騰      | 多希望你在     | √       | √       | 蕭敬騰同名專輯 |                              |
| 范瑋琪      | 壞了良心       | √       | √       | Love & FanFan  |                              |
| PADA        | 不好           | √       | √       | SHADOW         | 與青峰合唱                   |

## Filmografía

### Programa de variedades
| Año  | Título     | Notas    |
| ---- | ---------- | -------- |
| 2019 | Happy Camp | invitado |